# Chiara Mair
Chiara Mair (ur. 31 sierpnia 1996 w Innsbrucku) – austriacka narciarka alpejska, dwukrotna medalistka mistrzostw świata juniorów.

## Kariera
Po raz pierwszy na arenie międzynarodowej pojawiła się 15 listopada 2011 roku na stokach góry Diavolezza, gdzie w zawodach FIS zajęła 18. miejsce w slalomie. W 2017 roku wywalczyła brązowe medale w slalomie i gigancie podczas mistrzostw świata juniorów w Åre.
W zawodach Pucharu Świata zadebiutowała 17 stycznia 2016 roku we Flachau, gdzie nie zakwalifikowała się do pierwszego przejazdu w gigancie. Pierwsze pucharowe punkty wywalczyła 9 grudnia 2018 roku w Sankt Moritz, kończąc slalom równoległy na 23. pozycji. W czołowej dziesiątce po raz pierwszy znalazła się 14 stycznia 2020 roku w Flachau, zajmując ósme miejsce w slalomie.
W 2021 roku wzięła udział w mistrzostwach świata w Cortina d’Ampezzo, gdzie zajęła szóste miejsce w slalomie.

## Osiągnięcia

### Mistrzostwa świata
| Miejsce | Dzień     | Rok  | Miejscowość       | Konkurencja | Czas biegu | Strata | Zwyciężczyni          |
| ------- | --------- | ---- | ----------------- | ----------- | ---------- | ------ | --------------------- |
| 6.      | 20 lutego | 2021 | Cortina d’Ampezzo | Slalom      | 2:30,66    | +2,75  | Katharina Liensberger |

### Mistrzostwa świata juniorów
| Miejsce | Dzień    | Rok  | Miejscowość | Konkurencja | Czas biegu | Strata | Zwyciężczyni   |
| ------- | -------- | ---- | ----------- | ----------- | ---------- | ------ | -------------- |
| 3.      | 12 marca | 2017 | Åre         | Gigant      | 1:58,38    | +1,15  | Laura Pirovano |
| 3.      | 13 marca | 2017 | Åre         | Slalom      | 1:42,81    | +0,41  | Camille Rast   |

### Puchar Świata

#### Miejsca w klasyfikacji generalnej
- sezon 2015/2016: -
- sezon 2016/2017: -
- sezon 2017/2018: -
- sezon 2018/2019: 79.
- sezon 2019/2020: 47.
- sezon 2020/2021: 34.
- sezon 2021/2022: 63.

#### Miejsca na podium w zawodach
Mair nigdy nie stanęła na podium zawodów PŚ.